# Rhinella poeppigii
Rhinella poeppigii är en groddjursart som först beskrevs av Johann Jakob von Tschudi 1845.  Rhinella poeppigii ingår i släktet Rhinella och familjen paddor. IUCN kategoriserar arten globalt som livskraftig. Inga underarter finns listade i Catalogue of Life.